# Vils, Tyrolen
Vils är en stad och kommun i förbundslandet Tyrolen i Österrike. Kommunen har 1 512 invånare (2024), på en yta av 30,75 km². Vils är en av Österrikes minsta städer, sett till invånarantalet. Kommunen gränsar till Tyskland (Bayern) i norr och väster.